# Championnat de Jamaïque de football 2002-2003
Navigation
Saison précédente Saison suivante
La saison 2002-2003 du Championnat de Jamaïque de football est la vingt-neuvième édition de la première division en Jamaïque, la National Premier League. Elle rassemble les douze meilleurs clubs du pays au sein d'une poule unique où ils s'affrontent lors de trois phases. En fin de saison, les deux derniers du classement sont relégués et remplacés par les deux meilleurs clubs de deuxième division.
C'est le club de Hazard United qui remporte le championnat cette saison après avoir battu le double tenant du titre, Arnett Gardens FC en finale. C’est le tout premier titre de champion de Jamaïque de l’histoire du club, qui réalise même le doublé en s'imposant en finale de la Coupe de Jamaïque, face à Harbour View.

## Les clubs participants
| - Harbour View FC - Tivoli Gardens FC - Waterhouse FC - Constant Spring - Bull Bay FC - Promu de D2 - Arnett Gardens FC | - Hazard United - Reno FC - Wadadah FC - Village United FC - Rivoli United - Promu de D2 - Seba United - Promu de D2 |

## Compétition
Le barème de points servant à établir le classement se décompose ainsi :
- Victoire : 3 points
- Match nul : 1 point
- Défaite : 0 point

### Phase régulière
| Rang | Équipe             | Pts | J  | G  | N  | P  | Bp | Bc | Diff |
| ---- | ------------------ | --- | -- | -- | -- | -- | -- | -- | ---- |
| 1    | Hazard UnitedC     | 73  | 31 | 21 | 7  | 3  | 57 | 15 | +42  |
| 2    | Harbour View       | 62  | 32 | 18 | 7  | 7  | 69 | 36 | +33  |
| 3    | Arnett Gardens FCT | 60  | 31 | 15 | 12 | 4  | 49 | 27 | +22  |
| 4    | Village United FC  | 56  | 32 | 15 | 11 | 6  | 42 | 25 | +17  |
| 5    | Tivoli Gardens FC  | 47  | 32 | 12 | 11 | 9  | 44 | 32 | +12  |
| 6    | Waterhouse FC      | 44  | 32 | 12 | 7  | 13 | 37 | 38 | -1   |
| 7    | Seba UnitedP       | 40  | 31 | 10 | 10 | 11 | 28 | 32 | -4   |
| 8    | Rivoli UnitedP     | 39  | 32 | 11 | 6  | 15 | 37 | 51 | -14  |
| 9    | Constant Spring    | 33  | 32 | 6  | 13 | 13 | 28 | 34 | -6   |
| 10   | Reno FC            | 32  | 32 | 6  | 14 | 10 | 26 | 32 | -6   |
| 11   | Bull Bay FCP       | 19  | 32 | 4  | 9  | 19 | 19 | 57 | -38  |
| 12   | Wadadah FC         | 14  | 31 | 3  | 5  | 23 | 22 | 79 | -57  |

|  | Qualification pour la phase finale pour le titre                          |
|  | Relégation directe en deuxième division                                   |
|  | T : Tenant du titre C : Vainqueur de la Coupe de Jamaïque P : Promu de D2 |

### Phase finale

#### Demi-finales
| Équipe 1          | Résultat | Équipe 2          | Aller | Retour |
| ----------------- | -------- | ----------------- | ----- | ------ |
| Arnett Gardens FC | 5 - 1    | Harbour View      | 2 - 1 | 3 - 0  |
| Hazard United     | 6 - 4    | Village United FC | 2 - 0 | 4 - 4  |

#### Finale
| Équipe 1          | Résultat | Équipe 2      | Aller | Retour |
| ----------------- | -------- | ------------- | ----- | ------ |
| Arnett Gardens FC | 3 - 4    | Hazard United | 1 - 1 | 2 - 3  |

## Bilan de la saison
| Championnat de Jamaïque de football 2002-2003                        |                           |
| Champion                                                             | Hazard United (1er titre) |
| Coupes et trophées                                                   |                           |
| Vainqueur de la Coupe de Jamaïque 2002-2003                          | Hazard United             |
| Qualifications continentales                                         |                           |
| CFU Club Championship 2003                                           | Hazard United             |
| CFU Club Championship 2003                                           | Arnett Gardens FC         |
| Promotions et relégations                                            |                           |
| Promus en Jamaïque League                                            | Star Cosmos               |
| Promus en Jamaïque League                                            | Invaders United           |
| Relégués en Championnat de Jamaïque de football de deuxième division | Bull Bay FC               |
| Relégués en Championnat de Jamaïque de football de deuxième division | Wadadah FC                |